# Polidora (figlia di Meleagro)
Polidora è un personaggio della mitologia greca, figlia di Meleagro (e forse di Cleopatra) viene citata dall'autore del Cypria come moglie dell'eroe Protesilao, noto per essere stato il primo acheo a cadere nella guerra di Troia.

## Mitologia
Secondo la tradizione, si uccise per il dolore della sua perdita. Solitamente, nella versione più nota, Polidora è sostituita da Laodamia, figlia di Acasto.